# Casa de l'illa de Buda
La casa de l'illa de Buda és un edifici de Sant Jaume d'Enveja (Montsià) protegit com a bé cultural d'interès local.

## Descripció
És un edifici de planta quadrangular encarat al mar i cobert amb teulada a doble vessant. Té tres façanes amb diverses portes amb llinda, com les finestres i els forats de les golfes.
Al costat hi ha una capella, l'església de l'illa de Buda, que és de planta rectangular amb teulada plana a doble vessant. L'interior no té cap mena de decoració ni arquitectònica ni pictòrica. Dues pilastres flanquegen la façana que, a més, té un petit rosetó. La porta d'entrada és arquejada deixant una mena de pseudo timpà. Actualment la fan servir de magatzem.

## Història
Es construí a l'embarcador de l'illa de Buda a les darreries del segle xix amb totxos fets in situ del mateix fang del Delta, cuits en un forn fet expressament per a tal motiu.
La construcció de la capella és posterior a la del mas, i data de començaments del s. XX.